# Список объектов культурного наследия федерального значения Волгоградской области

## Список
| №  | Название | Автор | Местоположение | Иллюстрация |
| -- | --- | --- | --- | ----------- |
| 1  | Место, где в 1942—1943 гг. находился блиндаж пункта связи (позывной «Ролик») дивизии генерала Людникова Ивана Ильича | | Волгоград, Нижний поселок завода «Баррикады» |             |
| 2  | Братская могила героев-связистов, павших в боях за г. Сталинград в 1942—1943 гг. | | Волгоград, Нижний поселок завода «Баррикады» |             |
| 3  | Место, где находился блиндаж командира 12 Гвардейской стрелковой дивизии 62 армии генерал-майора Родимцева Александра Ильича | | Волгоград, правый берег реки Волги, район II группы нефтебазы (юго-восточнее здания Делового центра) |             |
| 4  | Место, где находился блиндаж-штольня, в котором был расположен штаб командующего Сталинградским фронтом генерала армии Ерёменко Андрея Ивановича в 1942 г. | | Волгоград, левый берег реки Царицы (за зданием цирка) |             |
| 5  | Дом Павлова — передовой бастион обороны Сталинграда в 1942 году. Этот дом героически защищала группа бойцов 13 Гвардейской дивизии под командованием сержанта Павлова Якова Федоровича                                                                                  | | Волгоград, площадь Обороны, 61 (пр-т Ленина, 34) |             |
| 6  | Место, где были блиндажи командующего 62 армией генерал-лейтенанта Чуйкова Василия Ивановича в 1942 г. | | Правый берег реки Волги, в районе III группы нефтебазы (ок. Центрального стадиона) |             |
| 7  | Танк Т-34 — «Челябинский колхозник», установленный на месте соединения Донского фронта с 64-й армией Сталинградского фронта | | Волгоград, северо-западный склон Мамаева кургана |             |
| 8  | Передний край обороны Сталинграда в 1942—1943 гг. | | Танковые башни по адресам: г. Волгоград, 1. Советская ул., 35 2. Советская ул., 38 3. Возрождения пл., 9, сквер 4. Возрождения пл., у моста 5. Колумба ул., 9 6. Краснопресненская ул., 32 7. Ленина просп., 53 8. пос. Металлургов, сквер 9. Металлургов просп., 71а 10. Наумова ул., 10 11. Николая Отрады ул., 18 12. Нижний поселок завода «Баррикады», берег р.Волга 13. Нижний поселок завода «Баррикады», сквер 14. Прибалтийская ул. 15. Тракторостроителей ул., 1а 16. Маршала Чуйкова ул., 33 17. Мамаев курган, на южном склоне |             |
| 9  | Памятник Ф.Э. Дзержинскому. | Скульптор С.Д. Меркуров, бронза. 1935 г. | Волгоград, Тракторозаводский район, площадь им. Дзержинского. Координаты: 48°48′09″ с. ш. 44°36′20″ в. д. |             |
| 10 | Памятное место, где в период Сталинградской битвы в 1942—1943 гг. находился участок центральной переправы через Волгу. Сюда речники и моряки Волжской военной флотилии доставляли с левого берега реки пополнение и военные грузы в осажденный Сталинград               | | Волгоград, Краснопитерская ул., 29 (ул. Чуйкова, 29) |             |
| 11 | Историческое место — «Лысая гора» (высота 146,0) | | Волгоград, Лысая гора |             |
| 12 | Памятное место, где 31 января 1943 г. войска Донского фронта под командованием генерал-полковника Рокоссовского Константина Константиновича завершили разгром южной группы войск фашистской Германии, окруженной в районе Сталинграда, и водрузили Красное знамя Победы | | Волгоград, в районе здания Волгоградского государственного медицинского университета |             |
| 13 | Руины дома директора завода «Баррикады», в котором находился командный пункт 138 Краснознаменной стрелковой дивизии | | Волгоград, Нижний поселок завода «Баррикады» |             |
| 14 | Остров Людникова — памятное место, где в дни обороны Сталинграда 138 Краснознаменная стрелковая дивизия под командованием Людникова Ивана Ильича вела ожесточенные бои с немецко-фашистскими оккупантами                                                                | | Волгоград, Нижний поселок завода «Баррикады» |             |
| 15 | Братская могила защитников Красного Царицына и воинов 62 и 64 армий, погибших при обороне Сталинграда. На могиле установлен обелиск и зажжен вечный огонь | | Волгоград, пл. Павших борцов, пост № 1 |             |
| 16 | Братская могила, в которой похоронены Х.Ф. Фаттяхутдинов и Герои Советского Союза Р.Р. Ибаррури и В.Г. Каменщиков | | Волгогрпд, пл. Павших борцов, сквер |             |
| 17 | Братская могила, в которой похоронены воины 13 Гвардейской стрелковой дивизии, погибшие при обороне Сталинграда | | Волгоград, пл. им. В.И. Ленина |             |
| 18 | Братская могила, в которой похоронены воины 57 и 64 армий, погибшие при обороне Сталинграда | | Волгоград, сад им. 8 Марта |             |
| 19 | Братская могила, в которой похоронены воины-ополченцы завода «Баррикады», погибшие при обороне Сталинграда | | Волгоград, Нижний поселок завода «Баррикады» |             |
| 20 | Братская могила, в которой похоронены воины 45 стрелковой дивизии им. Щорса, погибшие при обороне Сталинграда (Братская могила воинов 39-й гвардейской, 45-й и 193 стрелковых дивизий, погибших в 1942—1943 гг.)                                                        | | Волгоград, проспект Металлургов |             |
| 21 | Монумент «Оборона Царицына» | ск. А.П. Кибальников, арх. В.Е. Шалашов; бронза, гранит. 1962 г. | Волгоград, пл. Металлургов, сквер |             |
| 22 | Памятник Герою Советского Союза В.С. Хользунову | ск. М.Т. Белашов в соавторстве со ск. Е.Ф. Алексеевой-Белашовой; бронза, гранит. 1949 г. | Волгоград, набережная реки Волги. Координаты: 48°42′06″ с. ш. 44°31′04″ в. д. |             |
| 23 | Дом, в котором периодически жил Серафимович Александр Серафимович в 1944—1947 гг. В доме — мемориальный музей А.С. Серафимовича | | Серафимович, ул. Серафимовича, 3 |             |
| 24 | Братская могила воинов-танкистов Героев Советского Союза А.Ф. Наумова, П.М. Норицына, П.М. Смирнова и Н.А. Вялых | | Городищенский район Волгоградской области, хутор Новая Надежда |             |
| 25 | Памятное место, где произошло соединение Юго-Западного и Сталинградского фронтов. На этом месте сооружен монумент «Соединение фронтов» | | Калачевский район Волгоградской области, пос. Пятиморский |             |
| 26 | Бюст дважды Героя Советского Союза П.И. Шурухина | скульптор А.И. Тенета,арх. В.В. Калинин;бронза, гранит. 1952 г. | Быковский район Волгоградской области, село Новоникольское |             |
| 27 | Элеватор, за который в сентябре 1942 г. и январе 1943 г. шли ожесточенные бои с немецко-фашистскими захватчиками | | Волгоград, Козловская ул., 105 (ул. Козловская, 59) |             |
| 28 | Дом, в котором находился штаб 57 армии генерала армии Толбухина Федора Ивановича в 1942 году (жилой дом) | | Волгоград, поселок Сакко и Ванцетти, Зеленая ул., 3 (ул. Минская, 5) |             |
| 29 | Здание Центрального универмага, в подвале которого 33 мотострелковая бригада полковника Бурмакова взяла в плен штаб вражеской группировки войск в 1943 г. | | Волгоград, площадь Павших борцов, здание Центрального универмага |             |
| 30 | Памятное место, где в январе—феврале 1943 г. находилась штаб-квартира командующего 64 армией генерала М.С. Шумилова | | Волгоград, Красноуфимская ул., 20 |             |
| 31 | Здание гостиницы «Столичные номера», где в 1918 г. работал Чрезвычайный продовольственный комитет («Чоппрод»), руководивший заготовками на юге России | | Волгоград, здание гостиницы «Волгоград» (ул. Мира, 12) |             |
| 32 | Дом, в котором помещался штаб обороны Царицына в 1918 г. В доме — музей обороны Царицына - Сталинграда | | Волгоград, угол Гоголевской и Коммунистической улиц |             |
| 33 | Мамаев курган — место ожесточенных боев в 1942—1943 гг. | | Мамаев курган |             |
| 34 | Братская могилы советских воинов-защитников Сталинграда (Большая братская могила) | | Южный склон Мамаева кургана |             |
| 35 | Братская могилы советских воинов-защитников Сталинграда (Малая братская могила) | | Восточный склон Мамаева Кургана |             |
| 36 | «Маяк» — памятник морякам Волжской военной флотилии, принимавшим участие в Сталинградской битве | | Волгоград, вход в Волго-Донской судоходный канал им. В.И. Ленина |             |
| 37 | Исторический заповедник — руины мельницы им. Грудинина | | Волгоград, Советская улица |             |
| 38 | Памятное место, где в сентябре 1942 года находился командный пункт 193 стрелковой дивизии под командованием генерал-майора Ф.Н. Смехотворова, воины которой героически сражались за город                                                                               | | Волгоград, здание Дома техники (пр. Металлургов, 71а) |             |
| 39 | Мемориальный комплекс «Героям Сталинградской битвы» на Мамаевом кургане, 1967 г. | скульпторы: Вучетич Е.В. (руководитель авторского коллектива), Алещенко М.С., Майстренко Л.М., Марунов В.А., Матросов В.Е., Мельник А.А., Новиков А.С., Тюренков А.А. архитекторы: Белопольский Я.Б., Демин В.А., Лысов Ф.М., руководитель инженерной группы Никитин Н.В., военный консультант Чуйков В.И. | Мамаев курган, высота 102,0 |             |
| 40 | Историко-этнографический и архитектурный музей-заповедник «Старая Сарепта» | | Волгоград |             |
| 41 | Петров вал 1698 г.(канал Дж. Перри) | | Камышинский район, в 1,5 км юго-западнее станции Петров вал, 18 км северо-западнее Камышина |             |
| 42 | Селимов вал 1550 г. (канал И. Бреккеля, 1697 г.) | | Камышинский район, в 17 км северо-западнее Камышина |             |
| 43 | Развалины Сарай-Берке (Новый Сарай) | | село Царев |             |
| 44 | Дубовское (Водянское) городище (Бельджамен) | | 2 км севернее г. Дубовка |             |
| 45 | Волгоградская стоянка | | балка Сухая Мечетка, около ГЭС им. XXII съезда КПСС. Координаты: 48°49′43″ с. ш. 44°37′48″ в. д. |             |